# 陈德英山
陈德英山（越南语：／，1967年9月16日—），峴港社會經濟發展研究所副所長，越南历史学家，生于顺化市。

## 经历
1970年，陈德英山的父亲为南越服役时阵亡。陈德英山的童年在贫穷中度过。大学时代，他在顺化大学学习历史专业，毕业论文以阮朝瓷器为题。1989年获历史学学士学位，2002年获历史学博士学位。
在1995年至2000年间，他担任了順化宮廷文物博物館副馆长。2001年，他升为馆长。任职期间，他协助完成了顺化皇城申报世界文化遗产的工作。他也曾在高校任教，讲授阮朝历史、15至19世纪东亚陶瓷、越南文化、顺化文化等课程。2008年，他被聘为潘周桢大学越南研究系主任。次年，陈德英山出任峴港社會經濟發展研究所副所長。
2019年3月8日，越南共产党峴港市委员会将陈德英山开除出党。通知称，陈德英山在Facebook上发布虚假信息，反对越南共产党和越南政府的政策，违反越南法律，影响社会舆论，有损越南共产党的威信，错误很严重。有媒体认为，陈德英山被开除党籍与他批评越南政府对华软弱有关。

## 领土主权研究
2009年，峴港官员出资请他研究越南主张对西沙群岛、南沙群岛（越南称黄沙群岛和长沙群岛）拥有主权的历史依据。陈德英山学生时代就对中国充满反感，当时就曾对此做过研究。他接受了政府官员的邀请。利用政府经费，他组建了一个七人小组。由于政府提供的经费有限，他自费赴欧洲、美国访问研究。2015至2016年，他以福布莱特学者身份在美国耶鲁大学访问。2016年，陈德英山在美国停留、访问十个月，期间在哈佛大学、耶鲁大学、国会图书馆等地搜集了大量档案和历史地图以支持越南对西沙（黄沙）、南沙（长沙）群岛的主权主张。2017年1月19日，他将相关资料捐赠给了黄沙县政府。
陈德英山等越南学者主张越南阮朝对西沙群岛有实际的行政管辖，阮朝曾派队登岛，并在岛上植树以避免过往船只失事。在他的专著《越南对黄沙群岛主权的资料》中，陈德英山提到1776年黎贵惇所著《抚边杂录》详细记载了黄沙、长沙群岛一百三十余个岛屿的位置、资源等自然地理信息，还记载了阮朝王公组建黄沙船队、北海船队上岛拣拾沉船留下的财宝。此外，陈德英山声称有资料记载1850年代阮朝探险家曾将越南王家旗帜插上西沙群岛。在论文《西方地理学家和航海家曾肯定黄沙归属越南》中，陈德英山认为欧洲人绘制的数张老地图反映了西方学者当时将黄沙群岛视为越南领土。有说法认为，陈德英山是研究越南对南中国海岛礁主权的学者中名气最大的一位。
陈德英山不满越南政府在岛礁主权问题的对华政策，认为政府对中国过于顺从。越南政府曾派人告知陈德英山不要对抗中国。2017年接受《纽约时报》采访时，他斥责越南政府高官都是中国的奴隶。

## 備註
1. ↑  越南之声广播电台对外部等越南中文网站将他的名字写作陈德英山。[1][2]《纽约时报》将其名字误译为陈德映山。[3]映对应的越南语为Ánh而非Anh。